# Танго (фильм, 1998)
«Танго» (исп. Tango, no me dejes nunca) — фильм режиссёра Карлоса Сауры в характерном для аргентинского кинематографа стиле музыкального фильма — танго-опере (исп. ópera tanguera). Совместное производство Аргентины и Испании, 1998 год.

## Сюжет
Марио Суарес —- режиссёр, хореограф, танцор танго сорока с небольшим лет. Недавно от него ушла любимая женщина Лора Фуэнтес, также танцовщица и актриса. В надежде забыть разлуку, Марио погружается в работу по постановке нового шоу. Во время обсуждения проекта с коллективом он знакомится с красивой молодой женщиной Эленой Флорес, участвующей в конкурсном отборе в кордебалет. Она — подруга Анхело Ларрока, бизнесмена, финансирующего представление и пользующегося дурной репутацией теневого дельца. Режиссёр очарован женщиной и предлагает ей главную роль.
Суарес влюбляется в Элену, она отвечает взаимностью. Анхело понимает это, но, не решаясь идти на прямой конфликт с постановщиком своего проекта, пытается восстановить союз Марио и Лоры. Противостояние нарастает. Жизнь и творческий вымысел переплетаются: двое танцоров в образе вновь прибывших в Аргентину эмигрантов сходятся в поединке за Элену. Анхело убивает её. Почти невозможно понять — на сцене или в жизни это произошло.

## В ролях
| Актёр                | Роль           |
| -------------------- | -------------- |
| Мигель Анхель Сола́   | Марио Суарес   |
| Миа Маэстро          | Элена Флорес   |
| Сесилия Наро́ва       | Лора Фуэнтес   |
| Хуан Карлос Копес    | Карлос Неббиа  |
| Карлос Риварола      | Эрнесто Ланди  |
| Сандра Бальестерос   | Мария Эльман   |
| Оскар Кардосо Окампо | Даниэль Штейн  |
| Хуан Луис Гальярдо   | Анхело Ларрока |

## Художественные особенности
Мелодии классического танго чередуются с композициями Лало Шифрина. Знаменитые в Аргентине танцоры, в ходе постановки готовящегося по сюжету представления, показывают языком танца страсти, радости и печали в истории этой страны. Съёмка несколькими камерами одновременно велась в специально сооружённых в Буэнос-Айресе декорациях.

## Награды
- «Серебряный кондор» за Лучшую операторскую работу, 6 других номинаций Ассоциации кинокритиков Аргентины.
- Кинофестиваль в Каннах технический приз за Лучшую операторскую работу.
- Оскар и Золотой глобус — номинации на лучший фильм на иностранном языке и ещё 6 наград в различных кинематографических конкурсах[1].

## Дополнительные факты
- Фильм на Каннском кинофестивале был показан вне конкурса[2].
- По состоянию на 2011 год фильм называют одним из самых дорогих в истории аргентинского кинематографа. Бюджет составил эквивалент почти 5 000 000 долларов[3].